# Buč Kesidi
Buč Kesidi srpski je glazbeni sastav iz Pančeva. Sastav je nastao 2013. godine, a čine je gitarist Luka Racić i bubnjar Zoran Zarubica. Oba člana doprinose pisanju glazbe i tekstova, a njihova glazba mješavina je indie rocka, indie popa, alternativnog rocka i art popa.

## Povijest

### Osnivanje i prvi album
Članovi sastava, kojeg je tada bio i član basist Alen Duš, su se prethodno poznavali iz srednje škole, gdje su svirali zajedno u drugim sastavima. Prvi sastav u kojem se nalaze sva tri buduća člana Buč Kesidija zove se "Aleksandar Mitrović i bend", čiji se repertoar sastoji od obrada domaćih pop, rock i šlager hitova, i čiji sastav pored Racića (gitara, prateći vokal), Zarubice (bubanj, prateći vokal) i Duša (bas gitara, prateći vokal) čine Aleksandar Mitrović "Coa" (vokal, saksofon) i Nebojša Kozlovački "Neba" (gitara).
Sredinom 2013. godine Racić i Zarubica pišu svoje prve originalne pjesme, koje uvježbavaju i izvode sa sastavom zajedno sa obradama. Godine 2014., Racić, Zarubica i Duš se odvajaju i nastavljaju svirati pod imenom Buč Kesidi, te započinju suradnju s producentom Milanom Bjelicom i pančevačkim Studiom Krokodil koji drže braća Petar i Vuk Stevanović (članovi sastava Ljubičice). Krajem 2015. godie, Buč Kesidi izdaje prvi singl i spot za pjesmu Jaa (imam plaan) za izdavačku kuću Lampshade Media, a zatim i EP Španska serija početkom 2016. godine.
Tijekom ljeta 2016. godine, sastav završava snimanje debitantskog albuma Posesivno-ospulsivni hospul, koji objavljuje u studenom 2016. godine. Album je snimljen, miksan i masteran u Studiju Krokodil u Pančevu. Album prati još četiri video spota i niz koncerata u klubovima i festivalima po Srbiji.

### Euforijai regionalni uspjeh
Tijekom 2017. godine, sastav počinje pisati nove pjesme, među kojima je i pjesma Nema ljubavi u klubu koju biraju snimiti kao naredni singl. U ovom periodu, basist Alen Duš napušta sastav, i poslije nekoliko kratkoročnih zamjena, sastav nastavlja kao duo. Ova promjena u postavi prisiljava duo da počnu koristiti sintisajzere i sampleove uživo, što ih dovodi do modernijeg zvuka sa utjecajima elektronske glazbe.
Krajem 2018. godine, sastav objavljuje singl i spot za pjesmu Nema ljubavi u klubu kojom najavljuje drugi album, sada za izdavačku kuću Kontra. Nema ljubavi u klubu brzo privlači pažnju publike i kritike, te se pojavljuje na nekoliko portala kao jedan od najboljih singlova 2018. godine. U travnju 2019. godine izlazi naredni singl s albuma, Đuskanje ne pomaže, u kojem Zarubica po prvi put preuzima ulogu glavnog vokala i tekstopisca. U ljeto izlazi singl TIHO, ponovo sa Zarubicom na glavnom vokalu.
U novembru 2019. godine, Buč Kesidi izdaje drugi album pod nazivom Euforija. Album je snimljen u Studiju Krokodil u Pančevu, produkciju i miks potpisuje Milan Bjelica, a na albumu se pored Racića (vokal, gitara, bas gitara, sintisajzeri) i Zarubice (vokal, bubanj, perkusije) kao muzičari pojavljuju i Petar Pupić (sintisajzeri, klavijature) i Petar Stevanović (bas gitara, dodatne gitare, klavir).
Album je kritički vrlo dobro prihvaćen, s velikim brojem pozitivnih recenzija koje ga često navode kao domaći album godine.
Nakon koncerata na festivalima MENT u Ljubljani i ESNS - Eurosonic Noorderslag u Nizozemskoj, planirano je da se promotivna turneja nastavi tijekom proljeća, ali je zaustavljena zbog pandemije koronavirusa. U kolovozu 2020. godine, snimljen je spot za pjesmu Nedelja ujutru, koja je objavljena kao singl s albuma.

### Nastavak turneje i treći album
Tijekom 2022. godine sastav nastavlja koncertnu promociju Euforije na festivalima i samostalnim koncertima, dok paralelno pišu i snimaju pjesme za treći album. Krajem godine objavili su singl "Curimo po asfaltu", s kojim najavljuju treći studijski album.

## Članovi

### Sadašnji članovi
- Luka Racić — vokali, gitara (2013.—danas)
- Zoran Zarubica — vokali, bubnjevi, udaraljke (2013.—danas)

### Bivši članovi
- Alen Duš — bas-gitara, prateći vokali (2013.—2017.)

## Diskografija

### Studijski albumi
- Posesivno-ospulsivni hospul (2016.)
- Euforija (2019.)
- Moderne veze (2025.)

### EP
- Španska serija (2016.)

### Albumi uživo
- Euforija uživo (2021.)